# Казаков, Михаил Николаевич
Михаил Николаевич Казаков (7 ноября 1920, село Максимовка, Вольский уезд, Саратовская губерния, РСФСР — 10 марта 1994, Евпатория, Автономная Республика Крым, Украина) —  советский лётчик штурмовой авиации Военно-морского флота во время Великой Отечественной войны, Герой Советского Союза (20.04.1945). Подполковник (16.02.1960).

## Биография
Родился 7 ноября 1920 года в селе Максимовка (ныне — Базарно-Карабулакский район Саратовской области). В 1938 году он окончил девять классов школы в Челябинске, в 1939 году — Краснодарский аэроклуб, в 1941 году — Центральную лётно-планерную школу в Кременце Тернопольской области Украинской ССР. С ноября 1939 по июнь 1940 года работал инструктором Краснодарского аэроклуба, с июня 1941 года — начальником Сарапульского планёрного клуба и лётчиком-инструктором Сарапульского аэроклуба. 
В ВМФ СССР с августа 1942 года. Направлен на службу инструктором-лётчиком в 3-ю школу первоначального обучения пилотов ВВС ВМФ. В сентябре 1943 года окончил курсы командиров звеньев при 3-м Военно-морском авиационном училище (Саранск). 
С сентября того же года — участник Великой Отечественной войны. Весь боевой путь прошёл командиром звена в составе 8-го гвардейского штурмового авиационного полка ВМФ, который действовал сначала в составе ВВС Черноморского флота, а в июне 1944 года в полном составе был передан в ВВС Балтийского флота. Участвовал в освобождении Таманского полуострова, Крыма, Ленинградской области, Эстонской, Латвийской и Литовской ССР.
К середине февраля 1945 года командир звена 8-го гвардейского штурмового авиационного полка 11-й штурмовой авиационной дивизии ВВС Балтийского флота гвардии старший лейтенант Михаил Казаков совершил 91 боевой вылет, из которых 75 на борьбу с плавсредствами противника. Потопил лично 2 транспорта, 1 сторожевой корабль, 1 сторожевой катер, 4 быстроходные десантные баржи, 1 тральщик, 2 сухогрузные баржи, 2 портовых катера, 2 мотобота, 1 канонерскую лодку, 1 самоходный понтон. В составе группы потопил ещё 9 транспортов, 7 сторожевых кораблей, 4 сторожевых катера, 7 тральщиков, 13 БДБ, 5 портовых катеров. При действиях на сухопутном фронте уничтожил 2 танка, 15 автомашин, 3 полевых орудия, 2 миномётные батареи, 3 батареи малой зенитной артиллерии и много иного вооружения.
Указом Президиума Верховного Совета СССР от 20 апреля 1945 года «образцовое выполнение боевых заданий командования на фронте борьбы с немецкими захватчиками и проявленные при этом отвагу и геройство» гвардии старшему лейтенанту Михаилу Николаевичу Казакову присвоено звание Героя Советского Союза с вручением ордена Ленина и медали «Золотая Звезда» за номером 7548.
В феврале 1945 года отозван с фронта на учёбу.
После окончания войны М. Н. Казаков продолжил службу в ВМФ СССР. В 1945 году он окончил Высшие офицерские курсы ВВС Военно-морского флота в Моздоке. С ноября 1945 года служил в ВВС Тихоокеанского флота: заместитель командира и командир эскадрильи 37-го гвардейского штурмового авиаполка, с октября 1946 — лётчик 122-й отдельной эскадрильи, с ноября 1947 — лётчик 561-го отдельного транспортного авиационного полка, с июня 1948 — лётчик 259-й отдельной транспортной эскадрильи, с марта 1949 — командир корабля этой эскадрильи, с сентября 1949 — командир корабля 593-го отдельного транспортного авиационного полка ВМФ. В сентябре 1951 года переведён в ВВС Черноморского флота: командир корабля, командир отряда и командир 260-й отдельной транспортной авиаэскадрильи, с октября 1957 года — командир 917-го отдельного транспортного авиационного полка ВМФ. В 1961 году подполковник М. Н. Казаков уволен в запас. 
Проживал в Евпатории, работал машинистом на местной ТЭЦ. Скончался 10 марта 1994 года. Похоронен на Аллее Героев на Старом городском кладбище Евпатории.

## Награды
- Герой Советского Союза (20.04.1945)
- Орден Ленина
- Орден Октябрьской Революции (1971)
- Четыре ордена Красного Знамени (6.11.1943, 30.05.1944, 18.07.1944, 22.09.1944)
- Орден Отечественной войны 1-й степени (11.03.1985)
- Орден Красной Звезды (16.10.1957)
- Медаль «За боевые заслуги» (26.02.1953)
- Медаль «За оборону Кавказа» (1945)
- Ряд медалей
- Военный лётчик 1-го класса (1954)[2].

## Память

Бюст Казакова М.Н. в Базарном Карабулаке

- Мемориальная доска установлена в г. Евпатория на доме № 25 по ул. Фрунзе.
- Бюст установлен в 2005 году в районном центре Базарный Карабулак на Аллее Славы.